# 堀内民一
堀内 民一（ほりうち たみかず、1912年8月30日 - 1971年8月15日）は、日本の文学博士、元名城大学教授。専攻は国文学古代と近代詩歌。

## 生涯
奈良県北葛城郡河合町出身。國學院大學文学部国文学科卒。折口信夫に師事。万葉に関する著書を出版し、それらの業績を讃えられ奈良県文化賞を受賞した。他にも國學院大學の卒業者から優秀な研究業績をあげた者に授与される三矢博士記念賞も受賞した。また地元の学校河合町立河合第一小学校や河合町立河合第一中学校の校歌も作詞した。